# Mikhail-Kalinin-Klasse
Die Fahrgastschiffe der Mikhail-Kalinin-Klasse (englische Transkription, teils auch als Mihail Kalinin, russisch Михаил Калинин, deutsche Transkription Michail Kalinin), welche auch als Projekt 101 oder Seefa 340 („Seefahrgastschiff für 340 Passagiere“) bekannt war, waren Seepassagiermotorschiffe kleiner Bauart. Die Klasse war benannt nach dem ersten Schiff der Klasse, das den Namen des sowjetischen Politikers Michail Iwanowitsch Kalinin trug.

## Geschichte
Die Seefahrtschiffsserie Seefa 340 wurde von 1958 bis 1964 hergestellt. Die VEB Mathias-Thesen-Werft Wismar in der DDR baute Schiffe eigenen Entwurfs, die den Ambitionen des Ministeriums der Seeflotte der UdSSR und der UdSSR im Ganzen in Chruschtschows Wettlauf auf der Erde, auf See und im Weltall nicht entsprachen. Den Vergleich mit westlichen Schiffen wie den britischen Queen Mary und Queen Elizabeth konnten sie nicht aufnehmen. Daher wurde die größte Serie von Seefahrgastschiffen der UdSSR bereits 1964 durch die Ivan-Franko-Klasse, deutsche Bezeichnung Seefa 750, ersetzt. Die Schiffe gingen an die sowjetischen Seereedereien: Schwarzmeerseereederei ЧМП (fünf Schiffe für Linien Venedig, Marseille, Nahost), Ostseereederei БМП (zwei Schiffe), Fernostseereederei ДВМП (acht Schiffe für Linien Wladiwostok-Petropawlowsk-Kamtschatski, Nachodka – Yokohama – Hongkong), Murmansker Seereederei ММП, Kamtschatsker Seereederei КМП. Ab 1969 wurden die Schiffe für den Einsatz als Kreuzfahrtschiffe modernisiert, wobei mehr Platz für Fahrgäste durch Minderung der Räume für Güter geschaffen wurde. Die Schiffe Litva, Latviya und Armeniya wurden 1969–1971 auf den Werften in Frankreich und Jugoslawien modernisiert.

## Technik
Die Schiffe verfügten über einen Dieselantrieb mit 2 MAN-DMR-Hauptmotoren vom VEB Dieselmotorenwerk Rostock mit MAN-Lizenz und Unterstützung.

## Ausstattung
Alle 1-, 2-, 3-, 4- und 6-Bettenkabinen auf vier Decks wurden im Rahmen der Modernisierung mit Dusche und WC ausgestattet. Darüber hinaus standen Musiksalon und Tanzfläche, Bar, Kiosk, Schwimmbasin, Bibliothek, Lazarett, Dienstleistungsraum und Kabine für Mutter und Kind zur Verfügung.

## Liste der Schiffe Projekt 101/SeeFa 340
In der Liste ist der Ursprungsname der Schiffe angegeben, die anderen Namen stehen in Klammern in chronologischer Reihenfolge.
Seefahrtschiffe des Projekts 101/SeeFa 340:
| Schiffe der Mikhail-Kalinin-Klasse | Schiffe der Mikhail-Kalinin-Klasse                                                                             | Schiffe der Mikhail-Kalinin-Klasse                                                                               |
| lfd. Nr.                           | Ursprünglicher Name                                                                                            | englische Namensversion                                                                                          |
| Projekt Seefa 340 – Erste Serie    | Projekt Seefa 340 – Erste Serie                                                                                | Projekt Seefa 340 – Erste Serie                                                                                  |
| ---------------------------------- | --- | --- |
| 1                                  | Михаил Калинин                                                                                                 | Mikhail Kalinin                                                                                                  |
| 2                                  | Феликс Дзержинский (Exelsior Neptune)                                                                          | Feliks Dzerzhinskiy (Exelsior Neptune)                                                                           |
| 3                                  | Григорий Орджоникидзе                                                                                          | Grigoriy Ordzhonikidze                                                                                           |
| 4                                  | М. Урицкий | M. Uritskiy |
| 5                                  | Вацлав Воровский                                                                                               | Vatslav Vorovskiy                                                                                                |
| 6                                  | Мария Ульянова (Excelsior Mercury)                                                                             | Mariya Ulyanova (Excelsior Mercury)                                                                              |
| 7                                  | Эстония (Екатерина II)                                                                                         | Estoniya (Ekaterina II)                                                                                          |
| 8                                  | Латвия | Latviya (Latvia)                                                                                                 |
| 9                                  | Литва (Boguchar, Fu Jian, Green Coast)                                                                         | Litva (Boguchar, Fu Jian, Green Coast)                                                                           |
| 10                                 | Петропавловск (Босфор)                                                                                         | Petropavlovsk (Bosfor)                                                                                           |
| 11                                 | Владивосток (Приамурье, Priamurye)                                                                             | Vladivostok (Priamurye [ru], Priamurye)                                                                          |
| Projekt Seefa 340 – Zweite Serie   | | |
| 12                                 | Туркмения | Turkmeniya |
| 13                                 | Хабаровск (Sounds of Orient)                                                                                   | Khabarovsk (Sounds of Orient)                                                                                    |
| 14                                 | Николаевск | Nikolayevsk |
| 15                                 | Байкал | Baykal |
| Projekt Seefa 340 – Dritte Serie   | | |
| 16                                 | Надежда Крупская (Кубань, Susana)                                                                              | Nadezhda Krupskaya (Kuban, Susana)                                                                               |
| Projekt Seefa 340 – Vierte Serie   | | |
| 17                                 | Армения (Odessa Star, Арм)                                                                                     | Armeniya (Odessa Star, Arm)                                                                                      |
| 18                                 | Башкирия (Odessa Song, Royal Dream, Silver Star, Star, Nandini, Olviara, Ocean Princess, Siritara Ocean Queen) | Bashkiriya (Odessa Song, Royal Dream, Silver Star, Star, Nandini, Olviara, Ocean Princess, Siritara Ocean Queen) |
| 19                                 | Аджария | Adzhariya |

## Übersicht
| Baumonat und -jahr | Baunummer | Bild | Name                   | Für Reederei              | Heimathafen                                 | Flagge      | IMO-Nummer | Umbenennungen und Verbleib |
| ------------------ | --------- | ---- | ---------------------- | ------------------------- | ------------------------------------------- | ----------- | ---------- | --- |
| Juli 1958          | 101       |      | Mikhail Kalinin        | Ostseereederei            | Leningrad                                   | →           | 5234917    | verschrottet 1994 in Alang, Indien |
| 1958               | 102       |      | Excelsior Neptune      | Schwarzmeer-Seereederei   | Odessa → Wladiwostok → Panama → San Lorenzo | → →         | 5113436    | ex. Feliks Dzerzhinskiy (bis Oktober 1988), gesunken vor Werft 1993, verschrottet |
| 1959               | 103       |      | Grigoriy Ordzhonikidze | Fernost-Seereederei       | Wladiwostok                                 | Sowjetunion | 5404677    | 1992 verschrottet |
| 1959               | 104       |      | M. Uritskiy            | Fernost-Seereederei       | Wladiwostok → Ust-Dunaisk                   | →           | 5215997    | 1996 verschrottet |
| Dezember 1959      | 105       |      | Vatslav Vorovskiy      | Murmansker Seereederei    | Murmansk                                    | Sowjetunion | 5429407    | Flaggschiff der Murmansker Reederei, nach Brand fast völlig gesunken |
| 1959               | 106       |      | Excelsior Mercury      | Fernost-Seereederei       | Wladiwostok                                 | →           | 5223384    | ex. Mariya Ulyanova bis 1992, 1993 verschrottet |
| Mai 1960           | 107       |      | Yekaterina II          | Ostseereederei            | Leningrad                                   | →           | 5109019    | ex. Estoniya, 1997 verkauft an ein Abwrackunternehmen in Aliağa, Türkei, verschrottet 2003 |
| 1960               | 108       |      | Latvia                 | Schwarzmeer-Seereederei   | Odessa                                      | →           | 5203920    | ex. Latviya; Stapellauf 31. Dezember 1959, Lieferung an Chernomorskoye Parochodstvo Odessa/USSR: 26. August 1960; letzte Reise auf dem Schwarzen Meer auf der Strecke Varna – Batumi – Varna; bis zum 1. April 1988 in der SchwarzMeerReederei-Liste, dann nach Riga versetzt, Hotelschiff in Riga, dann an eine Reederei an der Ostsee verkauft; verkauft 1995 nach Aliağa, Türkei, zur Verschrottung |
| 1960               | 109       |      | Green Coast            | Schwarzmeer-Seereederei   | Odessa                                      | → → →       | 5209780    | ex. Litva, Boguchar, Fu Jian, verschrottet 1997 |
| 1960               | 110       |      | Bosfor                 | Kamtschatsker Seereederei |                                             | →           | 5276563    | ex. Petropavlovsk, 1997 verschrottet |
| 1961               | 111       |      | Priamurye              | Fernost-Seereederei       | Wladiwostok → St. John’s                    | →           | 5383029    | ex. Vladivostok, 1967 bis 1988 russisch Приамурье, danach Priamurye; verbrannt am 18. Mai 1988 in Osaka (Japan), 11 Todesopfer; verschrottet |
| 1961               | 112       |      | Turkmeniya             | Fernost-Seereederei       | Wladiwostok                                 | →           | 5371131    | Brand am 12. November 1986, später verschrottet |
| 1962               | 113       |      | Sounds of Orient       | Fernost-Seereederei       | Wladiwostok → Panama-Stadt                  | →           | 5186196    | ex. Khabarovsk, 1990 umbenannt in Sounds of Orients und übergeben an Tochtergesellschaft der FESCO, an Pacific Cruise Company, aufgelegt in Wladiwostok, später verschrottet in China |
| Juli 1962          | 114       |      | Nikolayevsk            | Kamtschatsker Seereederei | Petropawlowsk-Kamtschatski → Murmansk       | →           | 5252359    | 1994 nach Murmansk versetzt, später verschrottet |
| 1962               | 115       |      | Baykal                 | Fernost-Seereederei       | Wladiwostok                                 | →           | 5401352    | aufgelegt in Sotschi, 2001 zu FESCO zurück, verschrottet |
| September 1963     | 116       |      | Susana                 | Ostseereederei            | Leningrad                                   | → →         | 6415207    | ex. Nadezhda Krupskaya, Kuban (Sowjetische Marine); 1992 nach Bulgarien verkauft, als Night-Club-Schiff; verkauft 1998 nach Aliağa, Türkei, zur Verschrottung |
| 1963               | 117       |      | Odessa Star            | Schwarzmeer-Seereederei   | Odessa                                      | →           | 5024752    | ex. Armeniya; 1993 als Arm verkauft nach Aliağa, Türkei, zu Abwrackung; verschrottet 1995 |
| März 1964          | 118       |      | Siritara Ocean Queen   | Schwarzmeer-Seereederei   | Odessa                                      | → → →       | 5414971    | ex. Bashkiriya, Odessa Song, Royal Dream, Silver Star, Nandini, Olviara, Ocean Princess; Wrack der Siritara Ocean Queen in Bangkok, Stand 28. Juli 2008 |
| 1964               | 119       |      | Adzhariya              | Schwarzmeer-Seereederei   | Odessa                                      | →           | 6415130    | verschrottet 1996 |